# Gilonne Guigonnat
Gilonne Guigonnat, née le 26 novembre 1998, est une biathlète française.
Elle est la sœur du biathlète Antonin Guigonnat.

## Carrière
Gilonne Guigonnat est médaillée de bronze en poursuite aux Championnats d'Europe de biathlon 2023 à Lenzerheide.
Elle remporte le petit globe de la Mass-Start 60 de la saison IBU Cup 2022-2023 et termine deuxième du classement général de l'IBU Cup avec seulement deux points de moins que la lauréate, Tilda Johansson.
Elle fait ses débuts en Coupe du monde à Oslo en mars 2023 grâce à ses bonnes performances en IBU Cup.
En décembre 2023 la saison suivante, dès son troisième départ en Coupe du monde, elle signe son premier top 10 en terminant 8e du sprint à Östersund. La semaine suivante, elle monte sur son premier podium collectif en Coupe du monde après la 3e place du relais français à Hochfilzen. Le 17 mars 2024, elle monte sur son premier podium individuel en Coupe du monde en terminant troisième de la mass start à Canmore.
Elle est sélectionnée pour les championnats d'Europe 2025 à Martell-Val Martello où elle fait partie du relais féminin (avec Camille Bened, Sophie Chauveau et Amandine Mengin) qui remporte la médaille d'argent derrière l'équipe allemande et devant l'équipe italienne.

## Palmarès

### Championnats du monde
| Édition \ Épreuve | Individuel | Sprint | Poursuite | Mass start | Relais | Relais mixte | Relais mixte simple |
| ----------------- | ---------- | ------ | --------- | ---------- | ------ | ------------ | ------------------- |
| Nové Město 2024   | 32e        | —      | —         | —          | —      | —            | —                   |

- — : non disputée par Gilonne Guigonnat

### Coupe du monde
- Meilleur classement général : 22e en 2024.
- 2 podiums [9]
  - 1 podium individuel :  1 troisième place.
  - 1 podium en relais :  1 troisième place.

 Dernière mise à jour le 17 mars 2024 

#### Classements en Coupe du monde
| Saison    | Individuel | Individuel | Individuel | Sprint  | Sprint | Sprint   | Poursuite | Poursuite | Poursuite | Mass start | Mass start | Mass start | Général | Général | Général  |
| Saison    | Courses    | Points     | Position   | Courses | Points | Position | Courses   | Points    | Position  | Courses    | Points     | Position   | Courses | Points  | Position |
| --------- | ---------- | ---------- | ---------- | ------- | ------ | -------- | --------- | --------- | --------- | ---------- | ---------- | ---------- | ------- | ------- | -------- |
| 2023-2024 | 3 / 3      | 40         | 27e        | 5 / 7   | 95     | 24e      | 4 / 7     | 86        | 25e       | 2 / 4      | 94         | 13e        | 14 / 21 | 315     | 22e      |

#### Résultats détaillés en Coupe du monde
| 2022-2023 |        |        |         |        |        |        |        |    |    |    |    |    |        |       | .  | .  | .      | .  |        |    |        |        |        |         |       |  | n.c. |
| 2022-2023 | IN     | SP     | PU      | SP     | PU     | SP     | PU     | MS | SP | PU | IN | MS | SP     | PU    | SP | PU | IN     | MS | SP     | PU | IN     | MS     | SP 59e | PU Ann. | MS    |  | n.c. |
| 2023-2024 |        |        |         |        |        |        |        |    |    |    |    |    |        |       | .  | .  | .      | .  |        |    |        |        |        |         |       |  | 22e  |
| 2023-2024 | IN 51e | SP 8e  | PU N.P. | SP 21e | PU 20e | SP 42e | PU 38e | MS | SP | PU | SP | PU | SI 15e | MS 8e | SP | PU | IN 32e | MS | IN 27e | MS | SP 30e | PU 24e | SP 11e | PU 5e   | MS 3e |  | 22e  |
| 2024-2025 |        |        |         |        |        |        |        |    |    |    |    |    |        |       | .  | .  | .      | .  |        |    |        |        |        |         |       |  |      |
| 2024-2025 | SI 22e | SP 38e | MS      | SP 32e | PU 9e  | SP     | PU     | MS | SP | PU | IN | MS | SP     | PU    | SP | PU | IN     | MS | SP     | PU | IN     | MS     | SP     | PU      | MS    |  |      |

#### Podiums en relais en Coupe du monde
| Podiums en relais en Coupe du monde | Podiums en relais en Coupe du monde | Podiums en relais en Coupe du monde | Podiums en relais en Coupe du monde | Podiums en relais en Coupe du monde | Podiums en relais en Coupe du monde | Podiums en relais en Coupe du monde | Podiums en relais en Coupe du monde | Podiums en relais en Coupe du monde | Podiums en relais en Coupe du monde | Podiums en relais en Coupe du monde |
| n°                                  | Saison                              | Date                                | Lieu                                | Épreuve                             | Résultat                            | Composition                         | Composition                         | Composition                         | Composition                         | Compétition                         |
| ----------------------------------- | ----------------------------------- | ----------------------------------- | ----------------------------------- | ----------------------------------- | ----------------------------------- | ----------------------------------- | ----------------------------------- | ----------------------------------- | ----------------------------------- | ----------------------------------- |
| 1                                   | 2023-2024                           | 10-12-2023                          | Hochfilzen                          | Relais 4 x 6 km                     | Médaille de bronze                  | G. Guigonnat                        | L. Jeanmonnot                       | J. Braisaz-Bouchet                  | J. Simon                            | Coupe du monde                      |

### IBU Cup
- 2e du classement général en 2022-2023.
- Vainqueur du classement de la Mass-Start 60 en 2022-2023.
- 11 podiums individuels : 6 victoires, 3 deuxièmes places et 2 troisièmes places.

 Dernière mise à jour le 8 mars 2025 

#### Podiums individuels en IBU Cup
| Podiums individuels en IBU Cup | Podiums individuels en IBU Cup | Podiums individuels en IBU Cup | Podiums individuels en IBU Cup | Podiums individuels en IBU Cup | Podiums individuels en IBU Cup |
| n°                             | Saison                         | Date                           | Lieu                           | Épreuve                        | Résultat                       |
| ------------------------------ | ------------------------------ | ------------------------------ | ------------------------------ | ------------------------------ | ------------------------------ |
| 1                              | 2021-2022                      | 08-01-2022                     | Brezno-Osrblie                 | Sprint 7,5 km                  | Médaille d'argent              |
| 2                              | 2022-2023                      | 30-11-2022                     | Idre Fjäll                     | Poursuite 10 km                | Médaille d'argent              |
| 3                              | 2022-2023                      | 18-12-2022                     | Ridnaun-Val Ridanna            | Mass-Start 60 12 km            | Médaille d'or                  |
| 4                              | 2022-2023                      | 28-01-2023                     | Lenzerheide                    | Poursuite 10 km                | Médaille de bronze             |
| 5                              | 2022-2023                      | 28-02-2023                     | Canmore                        | Mass-Start 60 12 km            | Médaille de bronze             |
| 6                              | 2023-2024                      | 07-01-2024                     | Martell-Val Martello           | Poursuite 10 km                | Médaille d'or                  |
| 7                              | 2023-2024                      | 10-01-2024                     | Ridnaun-Val Ridanna            | Sprint 7,5 km                  | Médaille d'or                  |
| 8                              | 2024-2025                      | 19-12-2024                     | Obertilliach                   | Sprint 7,5 km                  | Médaille d'argent              |
| 9                              | 2024-2025                      | 11-01-2025                     | Arber                          | Sprint 7,5 km                  | Médaille d'or                  |
| 10                             | 2024-2025                      | 06-03-2025                     | Otepää                         | Sprint 7,5 km                  | Médaille d'or                  |
| 11                             | 2024-2025                      | 08-03-2025                     | Otepää                         | Poursuite 10 km                | Médaille d'or                  |

### Championnats d'Europe
| Édition \ Épreuve         | Individuel                       | Sprint | Poursuite                  | Relais                           | Relais mixte                     | Relais mixte simple              |
| ------------------------- | -------------------------------- | ------ | -------------------------- | -------------------------------- | -------------------------------- | -------------------------------- |
| Minsk 2020                | Épreuve inexistante à cette date | 30e    | 27e                        | Épreuve inexistante à cette date | —                                | —                                |
| Duszniki-Zdrój 2021       | 32e                              | 59e    | 35e                        | Épreuve inexistante à cette date | —                                | —                                |
| Arber 2022                | 19e                              | 26e    | 41e                        | Épreuve inexistante à cette date | —                                | —                                |
| Lenzerheide 2023          | 52e                              | 6e     | Médaille de bronze, Europe | Épreuve inexistante à cette date | 7e                               | —                                |
| Martell-Val Martello 2025 | 51e                              | 9e     | 6e                         | Médaille d'argent, Europe        | Épreuve inexistante à cette date | Épreuve inexistante à cette date |

Légende :
- — : non disputée par Gilonne Guigonnat

### Championnats de France de biathlon d'été
- 2023
  - 3e du sprint